# Joseph-Ignace-Philippe de Hesse-Darmstadt
Joseph Ignaz Philipp von Hessen-Darmstadt (né le 22 janvier 1699 à Bruxelles, mort le 20 août 1768 à Plombières-les-Bains) est prince de Hesse-Darmstadt et prince-évêque d'Augsbourg.

## Famille
Ses parents étaient le landgrave Philippe de Hesse-Darmstadt (1671-1736), frère cadet du landgrave au pouvoir Ernest-Louis de Hesse-Darmstadt, converti au catholicisme en 1693, et la princesse Marie-Thérèse de Croÿ (1673-1714), fille de Ferdinand Joseph Francois de Croÿ, duc d'Havré. Deux de ses frères sont morts dans la petite enfance, sa sœur Theodora (1706-1784) est mariée au duc Antoine-Ferdinand de Guastalla (1687-1729). Son jeune frère Léopold (1708-1764) est un général impérial.

## Biographie
Il grandit en partie à Mantoue, où son père est gouverneur des Habsbourg à partir de 1714. Il est ordonné prêtre à Mantoue le 13 mars 1729 et nommé évêque d'Augsbourg le 18 août 1740. La consécration épiscopale le 12 février 1741 est réalisée par l'évêque auxiliaire d'Augsbourg Johann Jakob von Mayr. Son élection est précédée par de puissants efforts de la part du chapitre de la cathédrale pour empêcher l'élection d'un Wittelsbach comme évêque. À moyen et long terme, cela aurait mis en danger non seulement la liberté de choix du chapitre, mais peut-être aussi l'immédiateté impériale de l'évêché à la frontière du Palatinat du Rhin-Bavière. Sur l'insistance de la famille Wittelbach, le prince-évêque de Freising et de Ratisbonne Jean-Théodore de Bavière devait être nommé coadjuteur avec droit de succession à partir de 1724. Avec l'aide des Habsbourg, que son père et son oncle Georges de Hesse-Darmstadt servirent, Joseph de Hesse-Darmstadt peut s'affirmer.
L'antagonisme Habsbourg/Wittelbach jouera aussi un rôle dans sa propre succession. Clément Wenceslas de Saxe, consacré prince-évêque de Ratisbonne et Freising le 29 avril 1764, est également nommé coadjuteur du prince-évêque d'Augsbourg. Le Saint-Siège approuve cette candidature à la condition que Clément Wenceslas renonce à ces autres diocèses s'il est élu.
Le prince-évêque Joseph de Hesse-Darmstadt tente, par une série de mesures, de maintenir une cour digne de son statut malgré les modestes possibilités du diocèse d'Augsbourg. La taille de la cour atteint son apogée sous son règne. La situation économique doit être améliorée par la création d'usines. Une faïencerie est fondée à Göggingen en 1747.
Il est également un grand amateur de musique. L'orchestre de la cour du prince-évêque d'Augsbourg se développe au milieu du XVIIIe siècle pour devenir un ensemble respectable (22 membres en 1766), qui amène à plusieurs reprises des compositeurs connus de l'époque à Augsbourg comme Pietro Pompeo Sales.
Entre 1743 et 1754, il tente également d'agrandir la Résidence épiscopale d'Augsbourg pour en faire un logement adapté à un prince baroque. Selon les plans du directeur du bâtiment d'Eichstätt, Gabriel de Gabrieli, trois bâtiments individuels sont regroupés en une structure de trois étages avec une façade uniforme. La tour médiévale du Palatinat est préservée. Pendant son épiscopat, l'ancienne salle de table de la résidence au décor rococo et un escalier représentatif sont conservés. L'escalier est décoré de fresques par Johann Georg Bergmüller en 1752 avec des personnifications des trois principaux fleuves du diocèse d'Augsbourg (Danube, Lech et Wertach) et des quatre vertus cardinales : Prudentia (prudence), Iustitia (justice), Fortitudo (bravoure) et Tempérance (modération). La "Providentia Divina", divine providence, veille sur tout au plafond.
Cependant, il ne séjournait pas très souvent dans ses résidences d'Augsbourg et de Dillingen, mais suit de longues cures thermales pour sa goutte ou visite les tribunaux de Mannheim, Munich et Stuttgart. Lors d'un de ses séjours à Mannheim, il y consacre l'église des Jésuites en 1760. Il entretient également une correspondance intensive avec les familles dirigeantes apparentées de Hesse et d'Angleterre/Hanovre. Certaines années, les frais de ses séjours thermaux s'élèvent à près de 10% du budget du monastère. Il décède lors d'une cure dans la station balnéaire française de Plombières-les-Bains près d'Épinal le 20 août 1768.